# Проспект Шевченко (Одесса)
Проспект Шевченко — важная транспортная артерия города Одесса. Начинается в районе Малого Фонтана (от пересечения ул. Семинарской с Пироговским переулком), заканчивается площадью 10 Апреля. Теперешнее название проспект получил 8 марта 1964 года к 150-летнему юбилею Т. Г. Шевченко. Ранее первый квартал (до пересечения с проспектом Гагарина) назывался ул. Новоаркадиевская.

На проспекте располагаются:
- Одесская областная государственная администрация
- Одесский национальный политехнический университет
- Дворец Спорта
- Парк Победы
- здание хозяйственного суда Одесской области и Одесского апелляционного хозяйственного суда
- Здание налоговой администрации
- НИИ «Черноморпроект»

## Транспорт
Троллейбус с № 5, 7, 9, 10, 11. Маршрутное такси № ,146,185,137,198,242,210.

## Связь
Дома 1-1, 2-4 — 44-е отделение связи.